# Elbit Skylark
Skylark I a Skylark II jsou malé bezpilotní letouny (UAV) vyráběné izraelskou společností Elbit Systems.

## Skylark I
Skylark I je miniaturní bezpilotní letoun s elektropohonem, navržený jako přenosný systém taktického sledování a průzkumu. Vypouští se z ruky a jeho užitečné zatížení se skládá z denního CCD a volitelného FLIR pro noční provoz. Během letu pořizuje video, které zasílá v reálném čase do přenosné pozemní stanice. Během přistání se ve spodní části UAV automaticky napustí malý polštář, na který letoun po vypnutí motoru dopadne. Jeho dolet je do 10 km.
Skylark I má ve své výzbroji armáda Austrálie, Česka, Chorvatska, Maďarska, Izraele, Kanady, Nizozemska, Polska, Severní Makedonie, Slovenska a Švédska. Je využíván i v Afghánistánu a Iráku. V březnu 2008 zakoupily tuto verzi UAV francouzské speciální jednotky.

## Skylark II
Skylark II je pokročilejší verze tohoto bezpilotního letounu, která byla poprvé představena roku 2006. Oproti předchozí generaci má zvýšený dolet až 60 km, je obsluhována dvoučlennou posádkou a rozmisťována pomocí vozidel Humvee (HMMWV). V prosinci 2007 oznámila rozhodnutí o zakoupení systému Skylark II Jižní Korea.